# Statue-menhir de Die
La statue-menhir de Die est une statue-menhir découverte sur la commune de Die dans le département de la Drôme, en France.

## Historique
En 1992, lors de travaux d'agrandissement de la cave coopérative de la Clairette de Die, un ensemble de six dalles couchées est découvert à une profondeur de 0,60 m. Les dalles sont disposées les unes contre les autres. Un examen attentif des dalles par Serge Durand et Daniel Orand que quatre dalles correspondent à une statue-menhir fracturée le plus grand des fragments comportant des gravures. La statue-menhir reconstituée et deux autres stèles sont conservées au musée de Die.

## Description
Le lieu de la découverte correspond à une terrasse alluviale de la Drôme. La statue-menhir est constituée d'une dalle de calcaire gréseux dont les affleurements les plus proches se situent à 20 km. À l'origine elle devait mesurer environ 4 m de hauteur pour un poids total d'environ 2 tonnes. Le sommet est arrondi et la base est plane. À l'origine, la statue devait être enfoncée dans le sol sur 0,90 m de profondeur.
La dalle a été soigneusement bouchardée sur une face et les côtés. La face bouchardée comporte plusieurs gravures. Dans la partie supérieure, quatre arcs de cercle dessinent un collier ou un pectoral. Plus bas, on peut voir deux autres arceaux associés à un motif quadrangulaire. Un dernier signe non identifié orne la base du menhir,. L'autre face comporte plusieurs cupules d'origine naturelle. 
Les deux stèles mesurent 1 m de hauteur. Elles sont constituées du même matériau que la statue-menhir. Ce sont des blocs quadrangulaires d'une quarantaine de centimètres d’épaisseur aux angles légèrement arrondis et au sommet pratiquement plat. Elles ne comportent aucune gravure.
Le style des gravures a été daté du Néolithique moyen à final, soit entre 5 000 et 3 000 av. J.-C..